# Zanox - Riesgos y efectos secundarios
Zanox - Riesgos y efectos secundarios es una comedia romántica húngara de 2022 entrelazada con elementos de ciencia ficción, el primer largometraje de Gábor Benö Baranyi. Se realizó en el marco del Programa Incubadora del Instituto Nacional de Cine, con una subvención de producción de 67 millones de florines húngaros. Se rodó en 19 días, principalmente en Dunaújváros y Komló.

## Reparto
- Bálint Előd como Misi
- Erdős Lili como Janka
- Hatházi András como Dr. Karotúr Gyula
- Sólyom Katalin como mama
- Radvánszki Ronett como Ildi
- Hozák Kevin como Kecaj
- Dráfi Mátyás como Józsi bácsi
- Máhr Ágnes como asistente
- Vasvári Emese como profesor de inglés
- Danis Lídia como psicólogo
- Nagy-Bakonyi Boglárka como la hermana
- Krisztik Csaba como Schweitz Géza
- Samudovszky Adrian como el joven policía
- Kósa Béla como el director
- Szitás Balázs como Ember Tamás
- Csányi Erika como Janka anyja
- Vilmányi Benett como Barna Béla
- Vasvári Vivien como modelo[1][3]
- Quintus Konrád como el director
- Körtvélyessy Zsolt como el residente nervioso

## Estreno
Según los datos de audiencia, se vendieron 14.182 entradas durante su estreno en salas de cine.